# Filmstaden Sickla
För andra betydelser, se Filmstaden (olika betydelser).
Filmstaden Sickla är en multibiograf som ligger vid Marcusplatsen 19 i Sickla Köpkvarter, Nacka kommun.
Anläggningen drivs sedan år 2007 av Filmstaden och öppnade år 2006 (under namnet Astoria Cinemas) i Dieselverkstadens gamla lokaler. Biografen har 5 salonger med totalt 601 platser. Den största salongen har 254 platser och den minsta 47 platser. Det finns plats för rullstol i alla salonger.